# كارا (فرقة غنائية)
كارا فرقة مكونة من 4 فتيات من كوريا الجنوبية تأسست عام 2007 تابعة لشركة DSP الترفيهية. معنى اسم الفرقة (كارا) باللغة اليونانية: اللحن، وهذا سبب تسمية الفرقة وتم تفكك الفرقة في عام 2016

## العضوات
- بارك غيو ري1988 12مايو
- هان سيونغ يون1988 24 يوليو
- غو ها را 1991 13 يناير
- هيو يونغ جي 1994 30 أغسطس

## التاريخ
فرقه كارا قد بدات في عام 2007 بأربع عضوات جانغ نيكول بارك جيوري هان سيونغ يون كيم سونغ هي بالبوم first bloom والأغنية الرئيسية brack it لم تلقي الفرقة نجاحا كبيرا بأول ظهور لهن وتم مقارنتها مع السونبانيم لها فرقه finkal
وبعدها بمده اضطررت العضوه كيم سونغهي الخروج من الفرقة بسبب ضغط والديها لها على تكميلها دراستها
وفي عام 2008 عادت الفرقة مع عضوتين جديدتين كانغ جي يونغ وجو هارا بأغنية rock u وبمفهوم مختلف لاقت الفرقة نجاح وبعدها أصدرت أغنية pretty girl وتتبعتها honey وكانت honey هي بدايه نجاح كارا فقد كان أول فوز لهم بهذه الأغنية وفي عام 2009 أصدرت الفرقة أغنية wanna و mistar وحققت mistar نجاح ساحق وضربه للبوب الكوري فكانت بدايه مشوار النجاح والعالميه وبعدها أصدرت في عام 2010 أغنية lupin وحققت نجاح مبهر وعندها قررت الفرقة تجربه حظها بالسوق الياباني وكانت الأغنية الرئيسية mistar وفتحت لهم أبواب النجاح والتفوق وأصبحت كارا رمز للأيدول في اليابان وأصدرت في 2010 jumping و 2011 step وقد كانت الأغنية المسيطره لعام 2011 بألحانها وموسيقاها المسببة للإدمان وعام 2012 أصدرت كارا pandora وكانت أغنية تعبر عن النضج والجاذبية وعام 2013 أصدرت أغنية damged lady وكانت آخر أغنية لهم ك 5 أعضاء
فقد قررت العضوه جيونغ ونيكول عدم تجديد العقد والخروج من الشركة وعام 2014 قررت الشركة ضم عضوه جديده وكان عن طريق مسابقة بين 7 متدربات من الشركة وأصبحت العضوه يونغ جي هي العضوة الجديدة بفرقع كارا
و أصدروا أغنية mamamia من ألبوم day&night

## الألبومات والأغاني
{STEP و WANNA و PRTTY GIRL وjumping و brack it وrock u وif you wanna و pandora وhoney و damged lady و ma boy و lupin و i miss u و go go summer وjet coster love و speed up و super girl و bay bay happy days و orion و french kiss و hanabi وcupid و mr و thank you summer love و summer magic و mamma mia و we are with you و runaway و electric boy و....

## الإنجازات والجوائز
{فازت أغنية WANNA بالمرتبة الأولى بجائزة MUTIZEN SONG وفازت أيضا كارا بالمرتبة الأولى على MUSIC BANK وفازت لأول مرة بجائزة رقم واحد M-COUNTDOWN وفازوا بجائزة أفضل رقصة ب 2009 ل أغنية honey وأفضل فرقة فتيات عالمية 2012 .

## روابط خارجية
- كارا على موقع IMDb (الإنجليزية)
- كارا على موقع ميوزك برينز (الإنجليزية)
- كارا على موقع أول ميوزيك (الإنجليزية)
- كارا على موقع ديسكوغز (الإنجليزية)